# 1833年1月20日日食
1833年1月20日日食为一次在协调世界时1833年1月20日出現的日環食。該次日食食分為0.9155，食甚維持7分59秒。

## 概述
這次日食的食分是0.9155，環食維持7分59秒。

## 基本參數
- 類型：日環食
- 食甚資料：
  - 日期：1833年1月20日
  - 時間：21時56分55秒
  - 地點：61S 137W
  - 食分：0.9155
  - 日環食持續時間：7分59秒

## 外部連結
- NASA日食專頁（页面存档备份，存于）（英文）